# كروكنبوش

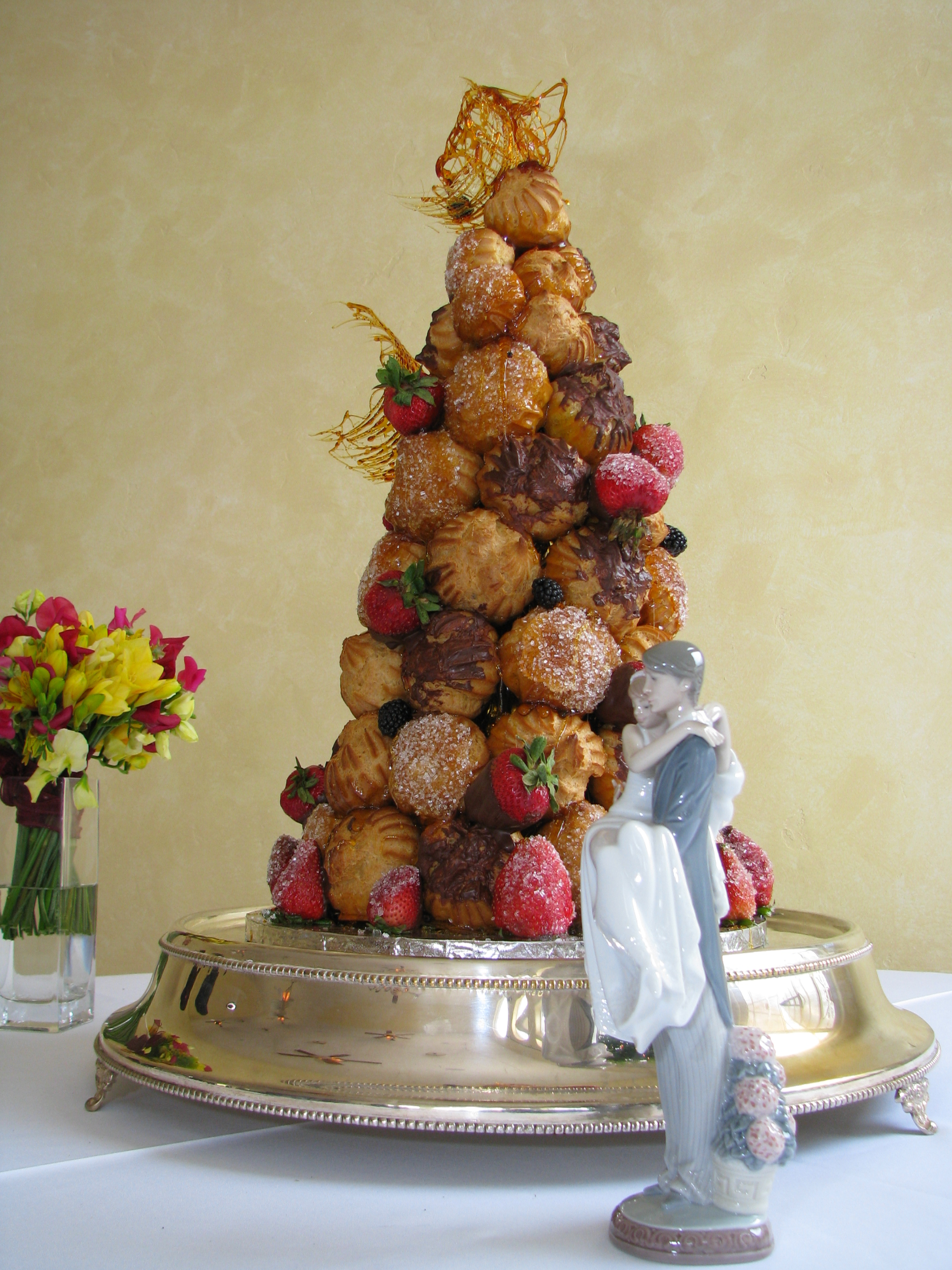
لينلين

كروكنبوش (بالفرنسية Croquembouche) هي حلوى فرنسية تصنع بتكديس كرات من عجينة الشو على شكل مخروط ملفوفة بخيوط من السكر المغزول لتتماسك مع بعضها. وتزين أحيانا بمكونات أخرى كاللوز المحلى والشوكولاتة والزهور الصالحة للأكل، وأحيانا تغطى بالماكرون أو الغاناش.  عادة ما تقدم هذه الحلوى في حفلات الزفاف وبعض الطقوس الدينية خصوصا في إيطاليا وفرنسا.
يأتي الاسم من العبارة الفرنسية croque en bouche ، والتي تعني «يقرمش في الفم». يشتهر اللفظ الإنجليزي للاسم «كروكمبوش».
وبالرغم من أن اختراع الكروكنبوش ينسب غالبا إلى أنطونين كاريم، الذي أدرجه في كتابه للطبخ عام 1815 (Le Pâtissier royal Parisien)، إلا أنها ذكرت قبل ذلك عدد من كتب الطبخ.